# هوگو فرند
هوگو فرند (انگلیسی: Hugo Friend; ۲۱ ژوئیهٔ ۱۸۸۲ – ۲۹ آوریل ۱۹۶۶) قاضی اهل ایالات متحده آمریکا بود.